# خاصیت جابه‌جایی
خاصیت جابه‌جایی (به انگلیسی: Commutative) در علم ریاضیات، یک خاصیت برای یک عمل دوتایی است، که تغییر ترتیب عملوندها بر روی نتیجه تأثیر نداشته باشد. خاصیت جابجایی، خاصیتی بنیادین برای بسیاری از عمل‌های دوتایی می باشد و بسیاری از اثبات های ریاضیاتی به آن بستگی دارد. این همان خاصیت آشنای "۳+۴=۴+۳" یا "۲×۵=۵×۲" است. ازین خاصیت می توان در حالات پیشرفته تر نیز استفاده کرد. برخی از عمل‌های دوتایی چون تقسیم و تفاضل خاصیت جابجایی ندارند (مثلاً "۳-۵≠۵-۳")؛ چنین عمل‌هایی جابجایی نیستند، لذا به آن ها عمل‌های ناجابجایی می گویند. این ایده که عملیات ساده ای چون ضرب و جمع اعداد جابجایی هستند، سال ها به صورت ضمنی و پنهان فرض می شد. لذا، این خاصیت تا قرن ۱۹ میلادی به صورت آشکار مطرح نشد، در این زمان بود که ریاضیات شروع به صوری سازی این مفهوم کرد. برای روابط دوتایی هم خاصیتی مشابه به نام خاصیت تقارنی وجود دارد، روابطی که این خاصیت را دارند، ترتیب عملوندها برایشان اهمیتی ندارد. مثالی از روابط دوتایی متقارن، رابطه تساوی است که معمولاً آن را با = نشان می دهند. علت متقارن بودن این رابطه این است که در برابری دو شیء، ترتیب قرارگیریشان در دو سمت نماد تساوی اهمیتی ندارد.

## تعریف‌های ریاضی
عبارت «جابه‌جایی‌پذیر» در چند مورد مشابه کاربرد دارد.
۱. یک عمل دوتایی تحت عمل‌گر ∗ در مجموعهٔ S جابه‌جایی‌پذیر است اگر:
{\displaystyle \forall x,y\in S:x*y=y*x\,}
- موردی که در ویژگی بالا صدق نکند، ناجابه‌جایی گفته می‌شود.
۲. کاربرد دیگر می‌گوید که x جابه‌جا می‌شود با y تحت ∗ اگر:
{\displaystyle x*y=y*x\,}
۳. یک تابع دو متغیره مانند f:A×A → B دارای خاصیت جابه‌جایی است، اگر:
{\displaystyle \forall x,y\in A:f(x,y)=f(y,x)\,}

## مثال

جمع زدن سیب‌ها، که می‌توان آن را به عنوان جمع اعداد طبیعی دید، رابطه (جابجایی پذیر) است.

### عملیات‌های جابجایی پذیر
- جمع و ضرب در اکثر سیستم اعداد، به ویژه بین اعداد طبیعی، اعداد صحیح، اعداد گویا، اعداد حقیقی و اعداد مختلط، رابطه جابجایی برقرار است. این ویژگی همچنین در هر میدانی صدق می‌کند.
- عمل جمع برداری در هر جبری جابجایی پذیر است.
- اتحاد و اشتراک عملیات‌های جابجایی پذیر روی مجموعه‌ها هستند.
- عملیات‌های منطقی "و" و "یا" نیز ارتباطی جابجایی پذیر هستند.

### کتاب‌ها
- Axler, Sheldon (1997). Linear Algebra Done Right, 2e. Springer. ISBN 0-387-98258-2.

نظریه جبر مجرد.  جابجایی را در این بستر پوشش می دهد.  از این خاصیت در سراسر کتاب استفاده می کند.
- Copi, Irving M.; Cohen, Carl (2005). Introduction to Logic. Prentice Hall.
- Gallian, Joseph (2006). Contemporary Abstract Algebra, 6e. Boston, Mass.: Houghton Mifflin. ISBN 0-618-51471-6.

نظریه جبر خطی.  خاصیت جابجایی را در فصل 1 توضیح می دهد و سپس در سرتاسر کتاب مورد استفاده قرار می دهد.
- Goodman, Frederick (2003). Algebra: Abstract and Concrete, Stressing Symmetry, 2e. Prentice Hall. ISBN 0-13-067342-0.

نظریه جبر مجرد.  از خاصیت جابجایی در سرتاسر کتاب استفاده می کند.
- Hurley, Patrick (1991). A Concise Introduction to Logic 4th edition. Wadsworth Publishing.

### مقالات
- https://web.archive.org/web/20070713072942/http://www.ethnomath.org/resources/lumpkin1997.pdf Lumpkin, B. (1997). The Mathematical Legacy Of Ancient Egypt - A Response To Robert Palter. Unpublished manuscript.

مقاله ای در توصیف توانایی تمدن های باستانی در ریاضیات.
- Robins, R. Gay, and Charles C. D. Shute. 1987. The Rhind Mathematical Papyrus: An Ancient Egyptian Text. London: British Museum Publications Limited. شابک ‎۰−۷۱۴۱−۰۹۴۴−۴

ترجمه و تفسیر پاپیروس ریاضیاتی ریند.